# Якобс, Христиан Фридрих Вильгельм
Христиан Фридрих Вильгельм Якобс (нем. Christian Friedrich Wilhelm Jacobs; 1764—1847) — немецкий филолог; почётный иностранный член Санкт-Петербургской академии наук. Отец художника Пауля Якобса (1803—1866).

## Биография
Христиан Фридрих Вильгельм Якобс родился 6 октября 1764 года в городе Готе. Изучал филологию в университетах Гёттингена и Йены.
Был приглашен в Мюнхен королём Максимилианом I Иосифом и его министром Монжела, которые хотели с его помощью придать новый импульс интеллектуальной жизни Баварии главным образом через усиление классического образования. Помимо прочего, он был личным преподавателем наследного принца Людвига Баварского.
Многочисленные интриги, пущенные в ход местной знатью против приглашённых знаменитостей, преимущественно на религиозной и политической почве, скоро сделали пребывание в Мюнхене для них невыносимым, и учёный вернулся в Готу, где занял место директора всех художественных собраний.
С 1835 года Якобс вместе с Фридрихом Августом Укертом издавал «Beiträge zur ältern Litteratur oder Merkwürdigkeiten der Herzogl. Öffentlichen Bibliothek zu Gotha».

## Труды
Писал Якобс не только по филологии, но и по беллетристике, а также по женскому вопросу («Die Schule der Frauen», 1827 сл.).
Филологические труды Якобса посвящены критике и объяснению преимущественно позднейших греческих поэтов и прозаиков. Особенно известны его «Animadversiones in epigrammata Anthologiae graecae» (1798—1814) и рецензия текста Антологии (1813—17).
Обладая эстетическим вкусом, он установил правильную литературную оценку многих античных писателей, при суждении о которых ученые ранее ограничивались отрывочными, ничего не выражающими восклицаниями. Тонкое критическое чутьё Якобс особенно заметно в изданных им в дополнение к весьма известной в своё время «Всеобщей теории изящных искусств» И. Г. Зульцера, «Характеры самых выдающихся поэтов всех народов» (нем. Charaktere der vornehmsten Dichter aller Nationen; 7 т., 1792—1805), где, кроме античных, разобраны поэты французские, английские, итальянские и немецкие.
До сих пор заслуживают внимания многочисленные мелкие работы Якобса из истории античной культуры, как напр. «Ueber die Erziehung der Hellenen zur Sittlichkeit», «Ueber den Reichthum der Griechen an plastischen Kunstwerken» (перев. И. Я. Кронеберга в «Амалтее», Харьк., 1825), «Beiträge zur Geschichte des weiblichen Geschlechtes» и многие другие. Все небольшие статьи Якобса были собраны в его «Vermischte Schriften» (8 т.).
Также он известен как автор элементарных хрестоматий по греческому и латинским языкам (греческая хрестоматия переведена на русский Д. П. Поповым).